# 松元由樹
松元 由樹（まつもと よしき、8月14日 - ）は、日本の男性声優。新潟県出身。アーツビジョン所属。

## 略歴
日本ナレーション演技研究所出身。

## 人物
独特な世界観から渋い演技で様々な役をこなし、ナレーションや映像に出演している。持ち前の器用さと軽やかな身体の使い方は必見、と評されている。

## 出演

### テレビアニメ
2015年
- 青春×機関銃（リアル系ゲーマー）
- 名探偵コナン（男子生徒C）

2016年
- パズドラクロス（龍喚士）

2017年
- セントールの悩み（友人）

2018年
- バキ（観客）

2019年
- ドラえもん（テレビ朝日版第2期）（スタッフ）

2020年
- 文豪とアルケミスト 〜審判ノ歯車〜（音声）
- ツキウタ。 THE ANIMATION2（子分B、参加者A・D、友人B、スタッフ）

2021年
- SCARLET NEXUS（兵士）

### 劇場アニメ
- 映画 妖怪ウォッチ 空飛ぶクジラとダブル世界の大冒険だニャン!（2016年、人々）
- ひるね姫 〜知らないワタシの物語〜（2017年）

### Webアニメ
- ぶらどらぶ（2021年、生徒）

### ゲーム
- 封印勇者!マイン島と空の迷宮（2014年）
- 円環のパンデミカ code-S-（2016年、風丘フウガ[4]）
- デジモンワールド -next 0rder-（2016年）
- 姫王と最後の騎士団（2016年、ウォーカーズ）
- ヒロイックソングス!（2017年、神谷春人）
- リスト118（2023年、ミヤコ[5]）

### BLCD
- 花椿秘恋唄〜100年先まで

### 吹き替え
- SCORPION/スコーピオン

### 舞台
- 1556
- キャンパス